# 149-я стрелковая дивизия (1-го формирования)
149-я стрелковая дивизия — воинское соединение Вооружённых Сил СССР в Великой Отечественной войне.

## История
Сформирована в сентябре 1939 года в Орловском военном округе в городе Острогожске Воронежской области на базе 57-го стрелкового полка 19-й Воронежской стрелковой дивизии. Личный состав состоял из призывников Воронежской области, Орловской области, северного Казахстана, западных областей Украины и Белоруссии, Грузии и Азербайджана.
Дивизия дислоцировалась в Острогожске (штаб дивизии и 479-й стрелковый полк), Валуйках (568-й стрелковый и 426-й гаубичный артиллерийский полки) и Алексеевке (744-й стрелковый полк). Соединение входило в состав 30-го стрелкового корпуса.
С мая 1941 года дивизия находилась в летних лагерях в Коротоякском лесу. С 1-го июня, в рамках «больших учебных сборов», было получено 6000 человек пополнения.
С объявлением войны части дивизии вернулись в места постоянной дислокации. Было произведено отмобилизование.
Первоначально, согласно Директиве Ставки ГК от 25.06.1941 года, местом выгрузки дивизии была определёна станция Бахмач Черниговской области.
27 июня командующему Орловским военным округом поступила Директива Генштаба. Согласно ей дивизия начала погрузку в воинские эшелоны № 8636—8668. Темп погрузки — 8 эшелонов в сутки. Дивизия отбыла по маршруту Острогожск — Лиски — Воронеж — Елец — Ефремов — Волово — Горбачёво — Сухиничи. Начала разгрузку 28.06.1941 года на станции Занозная близ Спас-Деменска.
К 10.07.1941 года заняла 30-километровую полосу обороны по левому берегу Десны в районе Михайловки, оседлав дорогу Спас-Деменск — Рославль. 19.07.1941 года получила приказ совершить 200-километровый марш по маршруту Рославль — Яхрома и не допустить продвижения противника в направлении Ельни. При подходе к деревне Захаровке вступила в бой со вражеским частями, 23—24.07.1941 года перешла в активное наступление, нанеся поражение вражеским частям, и продвинувшись вперёд на 60 километров, захватив до 600 пленных — это было едва ли не самое первое крупное пленение вражеских войск во время войны.
До 29.07.1941 года вела тяжёлые наступательные бои, с трудом продвигаясь вперёд, в конечном итоге 29.07.1941, несколько отступив, заняла оборону на опушке леса юго-западнее Чернявки, Рудни, Захаровки. 01.08.1941 года вражеские войска перешли в наступление, и дивизия к 03.08.1941 года оказалась в окружении вместе со 145-й стрелковой дивизией и 104-й танковой дивизией. Предприняв 04.08.1941 года неудачную попытку прорыва через Старинку, 05.08.1941 года дивизия начала выход по другому маршруту через реку Остер у шоссе Москва — Варшава. Выйдя из окружения, к 10.08.1941 года дивизия отошла сравнительно организованно за Десну (не в полном составе), где в её состав были влиты части 145-й стрелковой дивизии. Некоторые разрозненные части, в том числе, командир дивизии с группой, вышли только к 28.08.1941 года.
В течение августа укрепляет оборонительные позиции на Десне. 30.08.1941 года перешла в наступление на Ельню, однако на том участке фронта наступление не имело особого успеха, некоторые части дивизии вновь попали в окружение. Бои дивизия вела до середины сентября, затем закрепилась на оборонительных рубежах на реке Шуица.
С началом операции «Тайфун», 02.10.1941 года дивизии было приказано нанести контрудар во фланг прорвавшейся вражеской группировке, однако ещё до начала атаки попала под массированный авианалёт и не смогла начать наступление.
«Авиация противника в количестве 45 самолётов с 14.00 до 17.00 штурмовала 149-ю стрелковую дивизию и не давала ей подняться и приступить к выполнению задачи».
03—04.10.1941 года вела тяжёлые бои на реке Шуица. Испытывая острую нехватку боеприпасов дивизия не могла задержать продвижение немцев на восток, и 04.10.1941 года дивизия начала отходить на север, к Бетлице. 05.10.1941 года дивизия опять была задействована в безуспешном контрударе. На 06—07.10.1941 года остатки дивизии занимали рубежи на реке Угре, южнее Юхнова, затем отошли по направлению на Наро-Фоминск, где были влиты в Сводную Московскую стрелковую дивизию.
27.12.1941 года расформирована.

## Подчинение
| На дату    | Фронт (округ)           | Армия      | Корпус                 |
| ---------- | ----------------------- | ---------- | ---------------------- |
| 22.06.1941 | Орловский военный округ | -          | 30-й стрелковый корпус |
| 01.07.1941 | Резерв Ставки ГК        | 28-я армия | 30-й стрелковый корпус |
| 10.07.1941 | Резерв Ставки ГК        | 28-я армия | 30-й стрелковый корпус |
| 01.08.1941 | Западный фронт          | 28-я армия | -                      |
| 01.09.1941 | Резервный фронт         | 43-я армия | -                      |
| 01.10.1941 | Резервный фронт         | 43-я армия | -                      |

## Состав
- 479-й стрелковый полк
- 568-й стрелковый полк
- 744-й стрелковый полк
- 314-й лёгкий артиллерийский полк
- 426-й гаубичный артиллерийский полк
- 271-й отдельный истребительно-противотанковый дивизион
- 172-й отдельный зенитный артиллерийский дивизион
- 130-я отдельная разведывательная рота
- 233-й сапёрный батальон
- 140-й отдельный батальон связи
- 222-й медико-санитарный батальон (14.12.1941 переформирован в 222 хппг)
- 218-я отдельная рота химической защиты
- 101-й автотранспортный батальон
- 205-я полевая хлебопекарня
- 257-я полевая почтовая станция
- 279-я полевая касса Госбанка

## Командование
Командиры:
- Нечаев, Александр Николаевич (август 1939 — ?), полковник.
- Захаров, Фёдор Дмитриевич (11.06.1940 — 27.12.1941), генерал-майор.

Заместители командира дивизии:
- Бобров, Фёдор Александрович (30 марта 1940 — 22 марта 1941)

Начальники политотдела:
- Клепиков, Иван Владимирович (13.09.1941 — 10.12.1941), старший батальонный комиссар